# Alec B. Francis

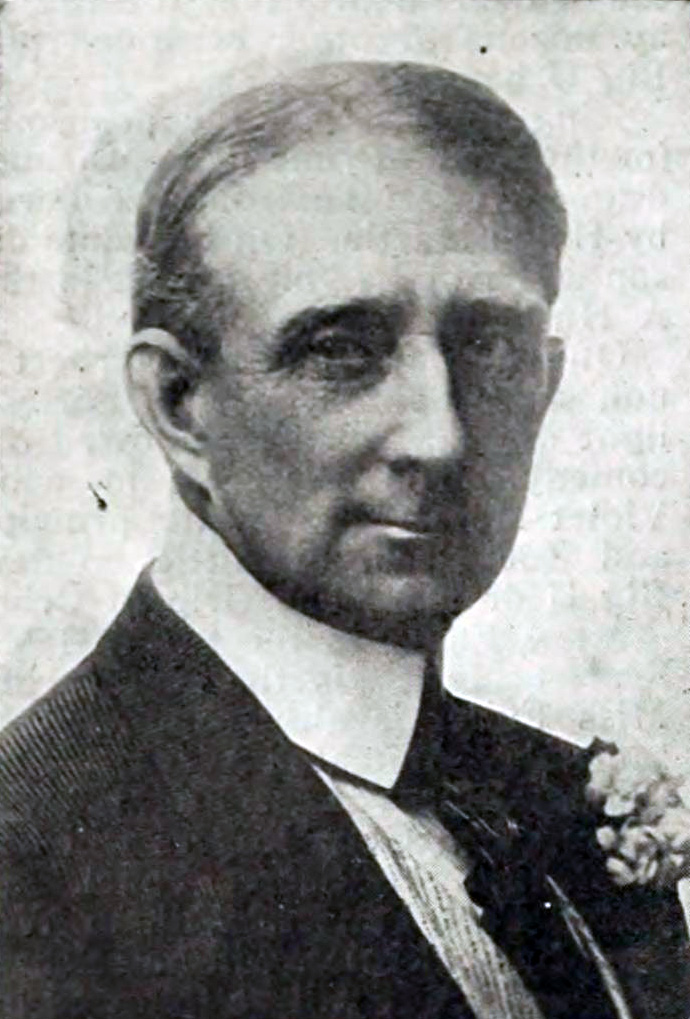
Fotografía de Alec B. Francis en un artículo de "The Moving Picture World"

Alec B. Francis (2 de diciembre de 1867 – 6 de julio de 1934) fue un actor cinematográfico inglés, activo en la época del cine mudo. Aunque en sus inicios fue protagonista de numerosos cortometrajes (1910-1914), con el tiempo acabó siendo un solvente actor de reparto, que actuó de manera constante hasta su muerte en 1934. Su dilatada carrera le permitió trabajar con muchas de las estrellas del cine mudo, entre ellas Gloria Swanson, Rodolfo Valentino, Mae Marsh, Mabel Normand, John Barrymore, Louise Fazenda, Clara Kimball Young, Harry Langdon, Clara Bow o Harold Lloyd.  

## Biografía

### Inicios
Nacido en Londres, Inglaterra, su abuelo era de origen holandés. Se educó en el Uppingham College, y para contentar a su padre, estudió derecho, pero tras un breve tiempo ejerciendo como abogado en una oficina con otros 14 colegas, descubrió que esa no era su vocación. En la década de 1890 aprovechó una oportunidad para dedicarse a la carrera de actor uniéndose a la compañía teatral itinerante de J. H. Darnley, en la cual interpretaba a un detective. Tras un tiempo combinando el trabajo de actor con la de “chico para todo”, Darnley le contrató para actuar en una de sus compañías itinerantes que recorrían Inglaterra. Con más de 500 funciones, fue contratado por la compañía de W.H. Kendall. Durante unos años actuó en diferentes compañías interpretando todo tipo de papeles, pero después se alistó en el Ejército, siendo destinado a la Royal Horse Artillery en la India, donde permaneció cuatro años. Posteriormente, y de nuevo como actor, participó en diferentes producciones en Inglaterra, Sudáfrica y la India, trabajando igualmente en Canadá. No se conoce la fecha en la que arribó a los Estados Unidos, pero en febrero de 1909 ya trabajaba en San Luis, Misuri, actuando en la obra de teatro "Comning Thro' the Rye". Finalmente, en 1910 empezó a trabajar en el mundo del cine con la compañía Vitagraph Studios.

### Actor de cinema mut
Tal y como él mismo declararía más tarde, el cambio del teatro al cine fue una decisión sin marcha atrás, convencido de que el futuro estaba en el cine. La primera película en la que participó fue Twa Hieland Lads, estrenada el 19 de julio de 1910. Puntualmente compaginó el trabajo de actor con la dirección de algunas películas en las cuales también actuaba, como fue el caso de The Sheriff's Friend (1911). Se desconoce buena parte de su filmografía en Vitagraph, ya que es una época en la que los actores no aparecían en los títulos de crédito, pues los estudios temían que la fama hiciera que les llevara a reclamar sueldos más altos. De todas maneras, en un reportaje publicado en Motion Picture News en 1917 se aseguraba que el actor ya había participado en unas 200 películas, de las que solamente se conocen un centenar.
En enero de 1912 fue contratado por la Societé Française des Films de l’Éclair, que le consideró como una de sus estrellas, junto a Barbara Tennant, Julia Stuart y Lamar Johnstone. Su primera película para la compañía fue Mamie Bolton, estrenada el 16 de enero de 1912. Aparte de su trabajo de actor también fue director de diferentes filmes; en marzo de 1912 la revista Moving Picture News explicaba que una de las dos compañías de actores de Éclair estaba dirigida por Francis. Se desconoce en la mayoría de casos qué películas dirigió, estando documentadas Suffrage and the Man (1912) y A Living Memory (1912). Francis permaneció en Éclair hasta el incendio que arrasó los estudios de la compañía en Fort Lee (Nueva Jersey) en 1914. Mientras se rodaba The Gentleman from Mississippi, cinta protagonizada por Francis, un incendio afectó al estudio y al laboratorio. Tras un breve retorno al teatro, fue contratado, al igual que muchos otros actores de Éclair, por Peerless-World para actuar dentro de las productoras de World Film Corporation. 
La World Film Corporation, creada por Lewis J. Selznick, era la distribuidora de tres productoras diferentes dirigidas por el propio Selznick (Equitable Pictures), por Jules Brulatour (Peerless Picture) y por William A. Brady (Shubert Pictures y William A. Brady Productions). Hasta finales de 1917, Francis actuó en 33 películas, sobre todo para las dos últimas compañías. Entre abril y diciembre de 1917 no se estrenó ninguna cinta en la que él actuara, y en septiembre de 1917 fue seleccionado para el reparto de The Cinderella Man (1917). A raíz de dicho film, fue contratado por Goldwyn Pictures Corporation, en Culver City, motivo por el cual se mudó a California. Su primera película fue Spotlight Sadie. Hasta 1920 actuó en 24 filmes con esa productora. 
En total, participó en 248 películas de todos los géneros. Entre ellas figuran When Broadway Was a Trail (histórica), Flame of the Desert (acción), Alias Jimmy Valentine (cine negro), All Man (western), Tramp, tramp, tramp (comedia), Alicia en el país de las maravillas (fantasía), Beyond the Rocks (romántica) o The Terror (misterio). Se especializó en papeles de personas maduras y sabias con suficiente experiencia de la vida para solucionar los problemas de los jóvenes protagonistas principales. De hecho, en un artículo de Photoplay de 1933 se decía que, en la pantalla, Francis había interpretado el papel de padre de todas las grandes actrices del cine mudo.  Además, también hizo papeles radicalmente diferentes, como el del marido celoso y vengativo de Chamber of Forgetfulness (1912) o The Gallop of Death (1913), el malvado cocainómano de The Case of Cherry Purcelle (1914), o el Sheriff de Nottingham en  Robin Hood (1912). 
Casado con Lucy Bowers desde antes de 1913, ella murió tras una breve enfermedad a comienzos de 1922. A principios del año 1924, poco después de rodar Beau Brummel, se casó por segunda vez con Elphinestone Maitland, también viuda. La ceremonia tuvo lugar en Hollywood, y vivió con ella hasta su muerte. Poco antes le habían propuesto volver al teatro con la obra “The Old Soak”, pero él decidió continuar en el mundo del cine.
A pesar de ser sobre todo un popular actor secundario, la película The Return of Peter Grimm (1926) y el posterior film de Fox Broadcasting Company The Music Master (1927), convirtieron a Francis en lo que un artículo llamaba “una estrella a los sesenta”, obteniendo unas ganancias de unos 70.000 dólares en el año 1929. Su última película muda fue The Companionate Marriage (1928).
Francis fue miembro de diferentes clubes de actores, germen de lo que posteriormente sería el Sindicato de Actores de Cine. Concretamente, fue miembro del Screen Club desde sus inicios, y más tarde del Masquers Club of Hollywood.

### Cine sonoro
La primera película sonora en la que participó fue The Little Snob (1928). Superó fàcilmente la transición al cine sonoro actuando, por ejemplo, en la primera película de misterio completamente hablada, The Terror (1928), o después en Outward Bound (1930). Sin embargo, su acento marcadamente británico hizo que alguna interpretación fuese poco creíble.
Poco después comenzó a tener problemas de salud. El 9 de noviembre de 1931 desapareció durante el rodaje de Mata Hari (1931). 36 horas más tarde apareció despeinado y confuso en un comedor en Ventura (California), aparentemente afectado por una amnesia, la cual se atribuyó a un exceso de trabajo. Fue llevado a un hospital, pero unos días después volvió al rodaje para completar las últimas escenas del film. Todavía pudo trabajar en películas destacadas como Arrowsmith (1931), dirigida por John Ford, Alicia en el país de las maravillas (1933) o Oliver Twist (1933). El año siguiente, el 3 de julio de 1934, justo después de acabar el rodaje de Outcast Lady, cayó enfermo y falleció en Hollywood tras una operación de urgencia y tres días de hospitalización. Tras el funeral en Los Ángeles, sus restos fueron incinerados.

## Filmografía

### Cine mudo

#### Vitagraph Company of America (1910-12)
- 1910 : Twa Hieland Lads
- 1911 : Troublesome Secretaries
- 1911 : The Battle Hymn of the Republic
- 1911 : The Clown’s Best Performance
- 1911 : The Bell of Justice
- 1911 : For Love and Glory
- 1911 : The Sheriff's Friend
- 1911 : The General's Daughter
- 1911 : A Friendly Marriage
- 1911 : Selecting his Heiress
- 1911 : A Southern Soldier’s Sacrifice
- 1911 : Auld Lang Syne
- 1911 : Their Charming Mama
- 1911 : The Military Air-Scout
- 1911 : Vanity Fair
- 1911 : A Reformed Santa Claus
- 1911 : The Old Doll
- 1911 : The Younger Brother
- 1911 : In the Clutches of a Vapor Bath
- 1912 : Willie's Sister
- 1912 : For the Honor of the Family
- 1912 : A Timely Rescue
- 1912 : The First Violin
- 1912 : Playmates

#### Éclair Film Company (1912-1914)
- 1912 : Mamie Bolton
- 1912 : Keeping an Eye on Father
- 1912 : A Living Memory

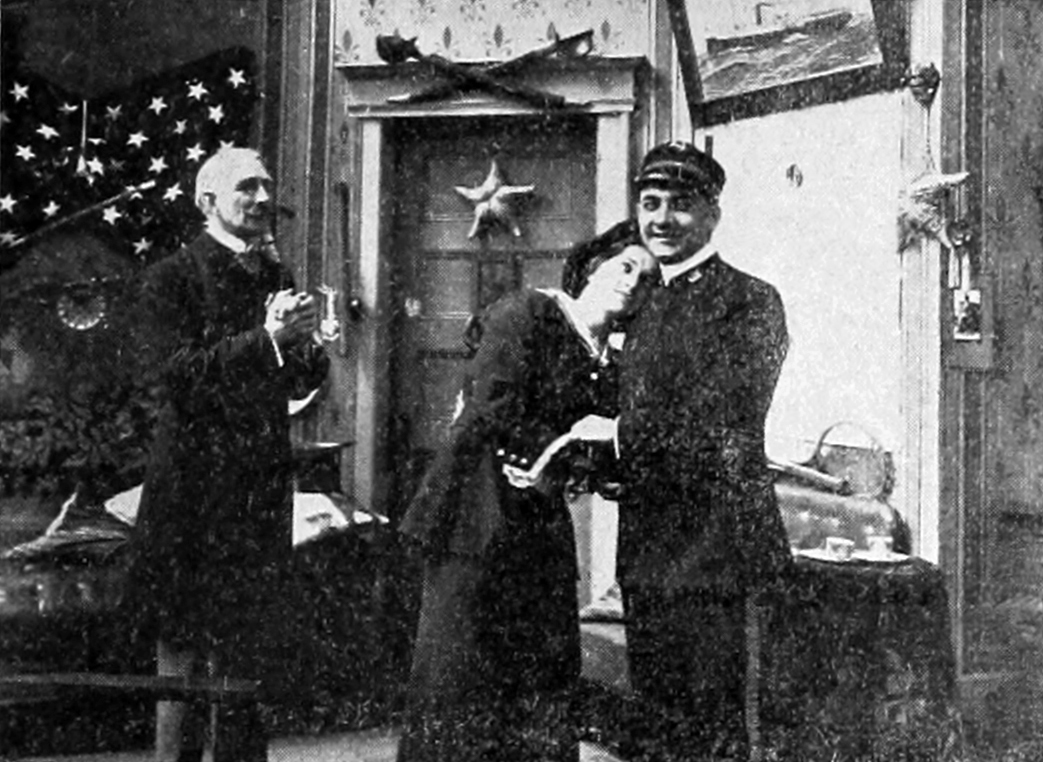
Alec B. Francis (izq.), con Dorothy Gibson y John G. Adolfi en Saved from the Titanic (1912)

- 1912 : The Letter with the Black Seals
- 1912 : Oh, You Ragtime!
- 1912 : The Legend of Sleepy Hollow
- 1912 : Saved from the Titanic
- 1912 : Chamber of Forgetfulness
- 1912 : The Holy City
- 1912 : Robin Hood
- 1912 : The Passing Parade
- 1912 : The Celebrated Case
- 1912 : Caprices of Fortune
- 1912 : Making Uncle Jealous
- 1912 : The Transgression of Deacon Jones
- 1912 : Silent Jim
- 1912 : Foiling a Fortune Hunter
- 1912 : Their Children’s Approval
- 1912 : The Bonnie, Bonnie Banks o’Loch Lomond
- 1912 : Dick’s Wife
- 1912 : The Vengeance of the Fakir
- 1913 : A Tammany Boarder
- 1913 : An Accidental Servant
- 1913 : The Gallop of Death
- 1913 : The Spectre of Bridegroom
- 1913 : The One Who Had to Pay
- 1913 : The Trail of the Silver Fox
- 1913 : The Telegraph Operators
- 1913 : The Man who Dared
- 1913 : The Crimson Cross
- 1913 : For Better or for Worse
- 1913 : The Sons of a Soldier
- 1913 : The Key
- 1913 : When Light Came Back
- 1913 : The Witch
- 1913 : In the Night
- 1913 : Soul to Soul
- 1913 : The Honor of Lady Beaumont
- 1913 : The Thirst of Gold
- 1913 : The Beaten Path
- 1913 : Stung
- 1913 : A Puritan Episode
- 1913 : Why Aunt Jane Never Married
- 1913 : Jacques the Wolf
- 1913 : From the Beyond
- 1913 : Big Hearted Jim
- 1913 : Cynthy
- 1913 : The Reformation of Calliope
- 1913 : Partners
- 1913 : A Son’s Devotion
- 1913 : When Pierrot Met Pierrette
- 1913 : The Highwayman’s Shoes
- 1914 : Cue and Miss Cue
- 1914 : The Case of Cherry Purcelle
- 1914 : Coming Home
- 1914 : The Good and the Worst of Us
- 1914 : The Diamond Master
- 1914 : At the Court of Prince Make Believe
- 1914 : The Drug Traffic
- 1914 : Wife
- 1914 : The Greatest of These
- 1914 : Duty
- 1914 : Moonlight
- 1914 : Boy
- 1914 : Adventures in Diplomacy
- 1914 : Son
- 1914 : For the Mastery of the World

#### World Film Company (1914-1918)
- 1914 : When Broadway Was a Trail
- 1914 : The Man of the Hour
- 1914 : Lola
- 1914 : The Wishing Ring: An Idyl of Old England
- 1914 : The Pit
- 1915 : The Arrival of Perpetua
- 1915 : Alias Jimmy Valentine
- 1915 : After Dark
- 1915 : The Impostor
- 1915 : The Model
- 1915 : The Sins of Society
- 1916 : The Ballet Girl
- 1916 : Fruits of Desire
- 1916 : Human Driftwood
- 1916 : The Pawn of Fate
- 1916 : The Yellow Passport
- 1916 : The Gilded Cage
- 1916 : The Perils of Divorce
- 1916 : Tangled Fates

- 1916 : The Heart of a Hero
- 1916 : Husband and Wife
- 1916 : A Woman’s Way
- 1916 : Miss Petticoats
- 1916 : All Man
- 1917 : The Family Honor
- 1917 : The Page Mistery
- 1917 : Forget-Me-Not
- 1917 : A Hungry Heart
- 1918 : The Beautiful Mrs. Reynolds
- 1918 : Broken Ties
- 1918 : Wanted, a Mother
- 1918 : The Cross Bearer
- 1918 : Leap to Fame

#### Largometrajes mudos posteriores (1917-1928)
- 1917 : The Auction Block
- 1917 : The Cinderella Man
- 1918 : The Marionettes
- 1918 : The Face in the Dark
- 1918 : The Venus Model
- 1918 : The Glorious Adventure
- 1918 : Money Mad
- 1918 : Hidden Fires
- 1918 : Thirty a Week
- 1919 : Spotlight Sadie
- 1919 : Day Dreams
- 1919 : Flame of the Desert
- 1919 : Her Code of Honor
- 1919 : The Probation Wife
- 1919 : The Pest
- 1919 : The World and its Woman
- 1919 : The Crimson Gardenia
- 1919 : Heartsease
- 1919 : Lord and Lady Algy
- 1919 : The City of Comrades
- 1919 : When Doctors Disagree
- 1920 : The Paliser Case
- 1920 : Earthbound
- 1920 : The Man Who Had Everything
- 1920 : Godless Men
- 1920 : The Street Called Straight
- 1920 : The Butterfly Man
- 1921 : A Voice in the Dark
- 1921 : The Great Moment
- 1921 : Courage
- 1921 : What’s a Wife Worth
- 1922 : A Virginia Courtship
- 1922 : The Forgotten Law
- 1922 : The Man Who Saw Tomorrow
- 1922 : North of the Rio Grande
- 1922 : Beyond the Rocks
- 1922 : Smilin' Through
- 1923 : Three Wise Fools
- 1923 : The Spider and the Rose
- 1923 : Children of Jazz
- 1923 : The Drivin’ Fool
- 1923 : The Ethernal Three
- 1923 : A Gentleman of Leisure
- 1923 : The Gold Diggers
- 1923 : Hollywood
- 1923 : His Last Race
- 1923 : Is Divorce a Failure?
- 1923 : The Last Hour
- 1923 : Little Churh Arround the Corner
- 1923 : Mary of the Movies

- 1923 : Lucretia Lombard
- 1924 : Beau Brummel
- 1924 : Do it Now
- 1924 : The Human Terror
- 1924 : A fool’s Awakening
- 1924 : Half-a-Dollar Bill
- 1924 : Listen Lester
- 1924 : The Tenth Woman
- 1925 : The Bridge of Sighs

- 1925 : Soiled
- 1925 : Capital Punishment
- 1925 : Champion of Lost Causes
- 1925 : Charley’s Aunt
- 1925 : The Circle
- 1925 : The Coast of Folly
- 1925 : Man and Maid
- 1925 : Outwitted
- 1925 : The Reckless Sex
- 1925 : Rose of the World
- 1925 : Thank You
- 1925 : A Thief in Paradise
- 1925 : Thunder Mountain

- 1925 : Waking up the Town
- 1925 : Wandering Footsteps
- 1925 : Where the Worst Begins
- 1925 : The Mad Whirl
- 1926 : Vanishing Milions
- 1926 : High Steppers
- 1926 : Forever After
- 1926 : Faithful Wives
- 1926 : Tres hombres malos
- 1926 : Pals First
- 1926 : The Return of Peter Grimm

- 1926 : Tramp, tramp, tramp
- 1926 : The Yankee Señor
- 1926 : Transcontinental Limited
- 1927 : Sally in our Alley
- 1927 : Camille
- 1927 : The Tender Hour
- 1927 : The Music Master
- 1928 : Broadway Daddies
- 1928 : The Shepherd of the Hills
- 1928 : Life’s Mockery
- 1928 : The Companionate Marriage

### Cine sonoro
- 1928 : The Little Snob
- 1928 : The Lion and the Mouse
- 1928 : The Terror
- 1929 : The Mississippi Gambler
- 1929 : Evidence
- 1929 : The Sacred Flame
- 1929 : Evangeline
- 1930 : The Case of Sergeant Grischa
- 1930 : Feet First
- 1930 : Murder Will Out
- 1930 : Outward Bound
- 1930 : The Bishop Murder Case
- 1931 : Arrowsmith
- 1931 : Captain Applejack
- 1931 : Mata Hari
- 1931 : Oh! Oh! Cleopatra
- 1931 : Stout Hearts and Willing Hands
- 1932 : No Greater Love
- 1932 : Alias Mary Smith
- 1932 : The Last Mile
- 1932 : The Last Man
- 1933 : Alicia en el país de las maravillas
- 1933 : Looking Forward
- 1933 : His Private Secretary
- 1933 : Oliver Twist
- 1934 : The Mystery of Mr. X
- 1934 : I’ll Tel the World
- 1934 : The Cat’s-Paw
- 1934 : Outcast Lady